# Евграфов, Вадим Николаевич
Вадим Николаевич Евграфов (17 декабря 1922 — 20 августа 1944) — советский лётчик торпедоносной авиации ВВС ВМФ СССР в годы Великой Отечественной войны, Герой Советского Союза (19.08.1944). Гвардии лейтенант (26.02.1944).

## Биография
Вадим Евграфов родился 17 декабря 1922 года в Брянске в рабочей семье. Проживал в Москве, окончил среднюю школу и аэроклуб в 1940 году.
В 1940 году был призван на службу в Рабоче-Крестьянский Красный Флот. В 1941 году окончил первый курс Ейского военно-морского авиационного училища имени И. В. Сталина, после чего был переведён в Военно-морское авиационное училище морских пилотов в Астрахани, которое окончил в 1942 году.
С августа 1942 года участвовал в Великой Отечественной войне. Был назначен на Балтийский флот, где воевал в составе 7-й учебной авиационной эскадрильи, 44-й отдельной разведывательной авиационной эскадрильи и 58-й отдельной разведывательной авиационной эскадрильи. Летал на летающей лодке «МБР-2» со штурманом Виктором Бударагиным. Совершал боевые вылеты на бомбардировку и разведку скоплений вражеских войск, в том числе и военно-морского флота противника. Во время одного из боевых вылетов был сбит в районе Нарвы и сел на вынужденную посадку в Финском заливе.
С ноября 1943 года воевал в составе 1-го гвардейского минно-торпедного авиаполка. Здесь он освоил самолёт А-20 «Бостон». Весной 1944 года В. Евграфову был передан именной самолёт, построенный на средства, пожертвованные американским актёром Рэдом Скелтоном.
К июлю 1944 года лётчик 1-го гвардейского минно-торпедного авиаполка 8-й минно-торпедной авиадивизии ВВС Балтийского флота гвардии лейтенант Вадим Евграфов совершил 117 боевых вылетов, потопив 4 вражеских транспорта общим водоизмещением 22 500 тонн.
Указом Президиума Верховного Совета СССР от 19 августа 1944 года «за образцовое выполнение боевых заданий командования на фронте борьбы немецкими захватчиками и проявленные при этом отвагу и геройство» гвардии лейтенанту Вадиму Николаевичу Евграфову присвоено звания Героя Советского Союза.

Мемориальная доска на братском захоронении в Клопицах

Но орден Ленина и медаль «Золотая Звезда» он получить не успел, так как трагически погиб на следующий день 20 августа 1944 года. Возвращаясь на связном самолёте из Ленинграда, Евграфов закрутил серию фигур высшего пилотажа над аэродромом у деревни Клопицы и разбился.
Похоронен в братской могиле в деревне Клопицы Волосовского района Ленинградской области.
Был также награждён двумя орденами Красного Знамени (15.07.1943, 27.05.1944), медалью «За оборону Ленинграда» (вручена 12.07.1943).
В городе Всеволожске его именем названа улица, на ней установлена мемориальная доска. Ещё одна мемориальная доска с его именем установлена на доме, где в годы войны располагалось общежитие балтийских лётчиков.